# FOCAL (HP-41)
FOCAL (ein Akronym aus Forty One Calculator Language) ist die am meisten verbreitete Bezeichnung der Programmiersprache für die Taschenrechnerserie HP-41 von Hewlett-Packard, die mit dem Modell HP-41C gestartet wurde.
FOCAL bietet mehr Möglichkeiten als die einfache Taschenrechnerprogrammierung der Computer-Frühzeit, bei der einfach eine Abfolge von Tastendrücken, die man zur manuellen Lösung eines Problems eintippen würde (evtl. ergänzt um Bedingungsabfragen und Sprungbefehle), als Programmsequenz gespeichert wurde. FOCAL bietet allerdings weniger Möglichkeiten als die objektorientierte, deutlich komplexere "RPL"-Sprache der späteren, weiterentwickelten Modelle HP-28 und der HP-48-Baureihe.
FOCAL ermöglicht die Ein- und Ausgabe von Buchstaben und das Entgegennehmen von Benutzereingaben nach Aufforderung und erwies sich als hinreichend mächtig, um über die Jahre die Funktionalität der HP-41-Modelle immer wieder zu erweitern.
Diese Programmiersprache ist nicht zu verwechseln mit der gleichnamigen Programmiersprache für DEC-Groß-/Minirechner der PDP-Serie (auch bekannt als FOCAL-69).